# Drangme Chhu
Drangme Chhu ist der 133 km lange linke Quellfluss des Manas im Osten von Bhutan. Er entwässert ein Areal von etwa 20.900 km². Das Einzugsgebiet erstreckt sich über Teile von Tibet, Indien und Bhutan.
Der Drangme Chhu entsteht an der östlichen Staatsgrenze von Bhutan am Zusammenfluss von Tawang und Nyashang Chu. Er fließt etwa 4 km entlang der Grenze in Richtung Westsüdwest. An seinem rechten Flussufer liegt der Distrikt Tawang, der zum indischen Bundesstaat Arunachal Pradesh gehört. Anschließend durchquert er den Südosten von Bhutan in überwiegend südwestlicher Richtung. Die Distrikte Trashiyangtse, Trashigang, Mongar, Pemagatshel, Samdrup Jongkhar und Zhemgang liegen entlang seinem Flusslauf. Der Fluss durchschneidet die südlichen Höhenzüge des Himalaya. Er nimmt den Gamri Chhu von links sowie die Flüsse Kholong Chhu und Kuri Chhu von rechts auf. Schließlich vereinigt er sich 9 km oberhalb der indischen Grenze mit dem von Nordwesten kommenden Mangde Chhu zum Manas. Auf seinen untersten 25 Kilometern fließt der Drangme Chhu nach Westen. Dabei trennt ihn im Süden ein parallel verlaufender Höhenrücken vom bengalischen Tiefland. 

## Freizeitaktivitäten
Auf dem noch ursprünglichen Fluss wird Rafting angeboten.